# 北海道道972号浜里下沼線

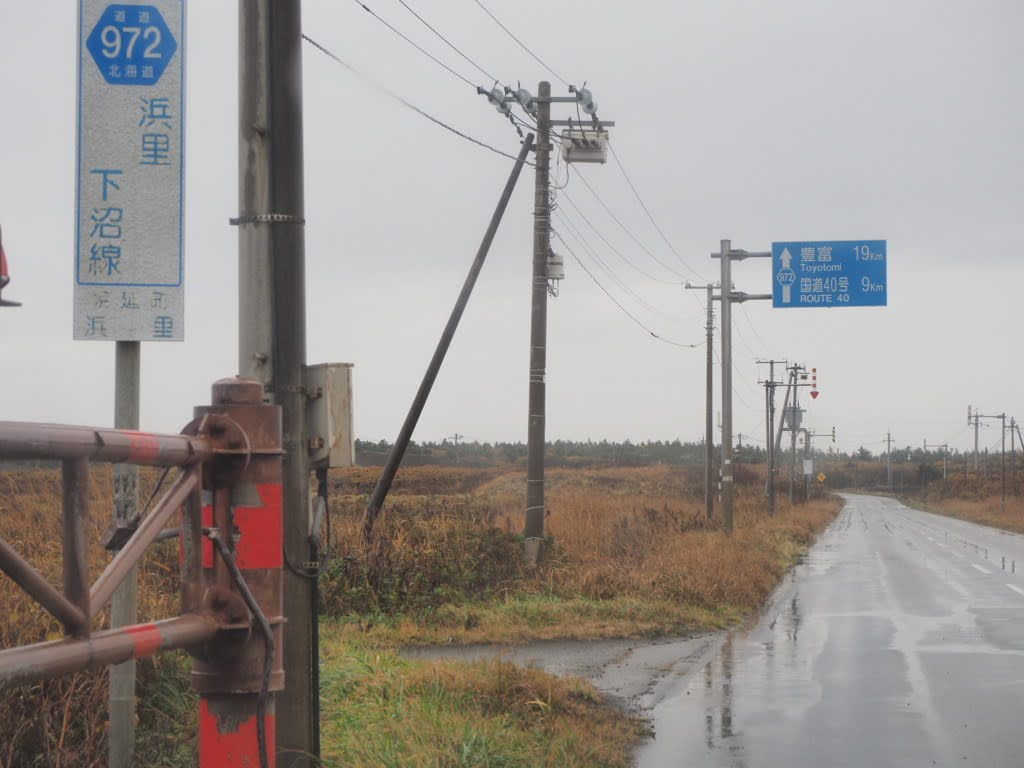
道道972号線標識

北海道道972号浜里下沼線（ほっかいどうどう972ごう はまさとしもぬません）は、北海道天塩郡幌延町内を結ぶ一般道道（北海道道）である。

## 概要

### 路線データ
- 起点：北海道天塩郡幌延町浜里（北海道道106号稚内天塩線交点）
- 終点：北海道天塩郡幌延町下沼（国道40号交点）
- 路線延長：8.6 km（総延長）

## 歴史
- 1979年（昭和54年）4月17日 - 路線認定[1]。

## 地理

### 通過する自治体
- 宗谷総合振興局
  - 天塩郡幌延町

### 交差する道路
幌延町
- 北海道道106号稚内天塩線 - 浜里（起点）
- 国道40号 - 下沼（終点）